# Brachsenkrautartige

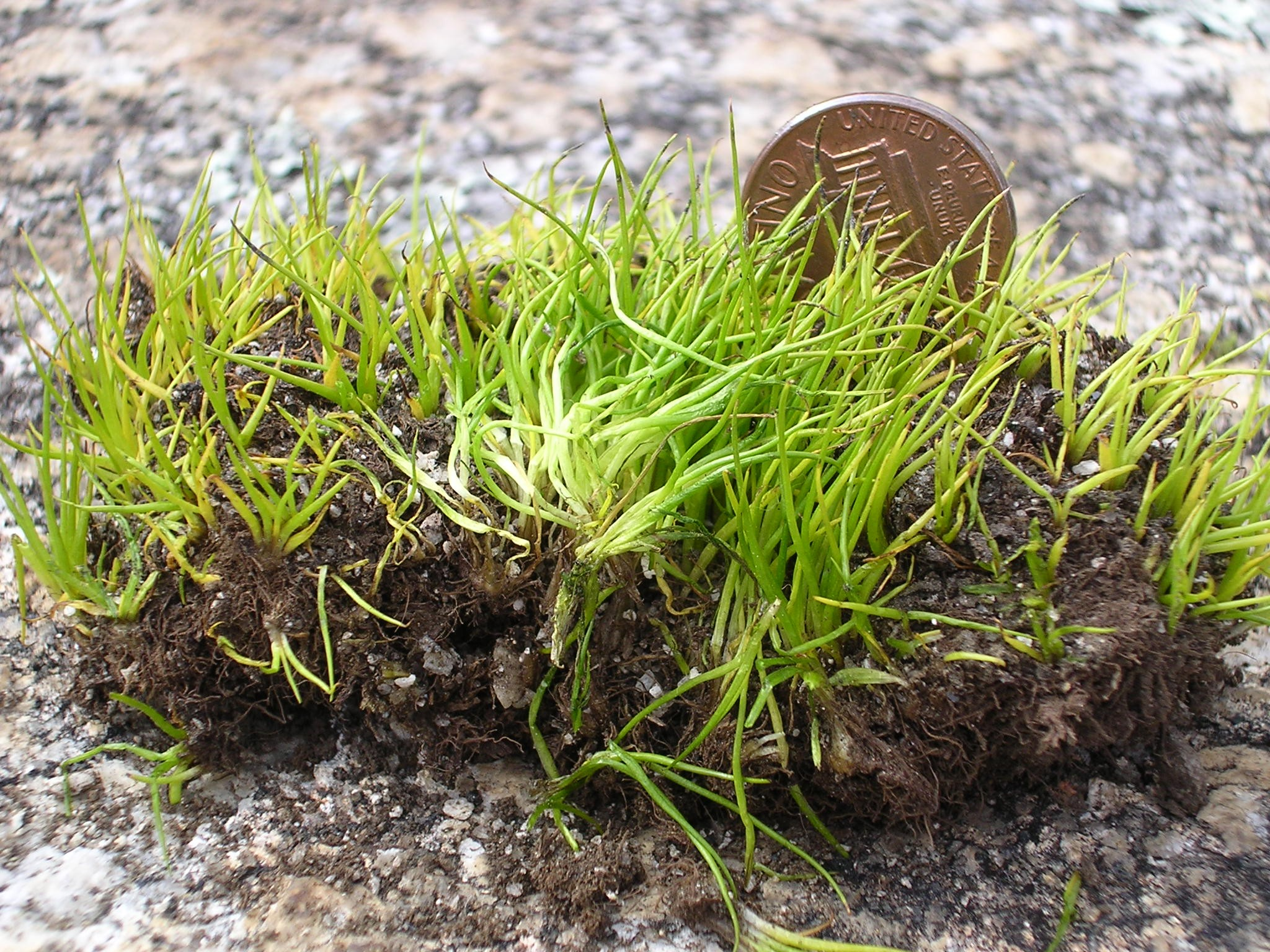
Habitus von Isoetes tegetiformans

Die Brachsenkrautartigen (Isoetales, auch Isoëtales geschrieben) sind eine Ordnung der Bärlapppflanzen. Einzig lebende Gattung sind die Brachsenkräuter (Isoetes). Fossil ist die Ordnung seit dem Devon bekannt.

## Merkmale
Die Vertreter sind annähernd krautige Pflanzen. Wesentliches Unterscheidungskriterium zu den verwandten Ordnungen ist der Bau des Rhizomorphs, der hier bilateralsymmetrisch aufgebaut ist.
Die Blätter besitzen eine Ligula. Die Sporophylle sind an der Sprossachse in einer fertilen Region zusammengefasst. Sie sind heterospor. 

## Systematik
Neben der einzigen rezenten Gattung der Brachsenkräuter werden folgende ausgestorbene Formen zu den Isoetales gezählt: 
- Clevelandodendron ohioense (Oberdevon)
- Wexfordia hookense (oberstes Famennium)
- Otzinachsonia beerboweri (Famennium)
- Chaloneria cormosa (Karbon)
- Porostrobus (Zapfen aus dem Karbon, möglicherweise zu Chaloneria gehörig)
- Sporangiostrobus (Karbon)
- Nathorstiana (Kreide)
- Nathorstianella (Kreide)
- Isoetites (Trias bis Kreide)

Manche Autoren fassen alle Bärlapp-Gruppen mit Rhizomorphen in der Ordnung Isoetales zusammen, die dann auch die Familien der Lepidodendrales umfasst.

## Fossilgeschichte
Fossil sind die Isoetales seit dem Devon bekannt. Damit ist die These, dass sich Isoetes in einer Reduktionsreihe aus baumförmigen Bärlapppflanzen entwickelt hat, nicht mehr haltbar. Die diskutierten Übergangsformen Pleuromeia und Nathorstiana sind deutlich jünger als die ältesten Isoetales.
Fossilien, die bereits stark den rezenten Brachsenkräutern ähneln, sind schon aus der Trias bekannt und werden als Isoetites geführt. Eine kleine Pflanze mit bis 7 cm langen Blättern aus dem Trias von China wird als Isoetes ermayinensis in die rezente Gattung der Brachsenkräuter (Isoetes) gestellt.

## Belege
- Thomas N. Taylor, Edith L. Taylor, Michael Krings: Paleobotany. The Biology and Evolution of Fossil Plants. Second Edition, Academic Press 2009, ISBN 978-0-12-373972-8, S. 320–325.